# Euexia aora
Euexia aora là một loài bướm đêm trong họ Geometridae.